# Dactylocladius ceylanicus
Dactylocladius ceylanicus är en tvåvingeart som först beskrevs av Jean-Jacques Kieffer 1912.  Dactylocladius ceylanicus ingår i släktet Dactylocladius och familjen fjädermyggor.
Artens utbredningsområde är Sri Lanka. Inga underarter finns listade i Catalogue of Life.